# ロコモコボンゴ!
ロコモコボンゴ!は、愛知県名古屋市の芸能事務所どっかんプロに所属する日本のお笑いコンビ。

## メンバー
- FISH（ふぃっしゅ、本名：濱尾 和毅、1976年2月9日（49歳） - ）
  - ウクレレ・ボケ担当。立ち位置は左。
  - 広島県尾道市出身。
  - 特技・趣味は即興作曲、陸上競技、グルメ探訪[1]。
  - 駅伝・陸上競技マニア[2]。
  - 「どっかんプロ」の社長も兼任。
  - スクールJCA8期生。在学中に和田貴志（鬼ヶ島）とコンビを組んでいたが「ウクレレを弾きながら二人で歌って踊ってネタをやりたい」と持ち掛け解散[3]。
  - ロコモコボンゴ!を結成する前、ピン芸人「フィッシュ」としてプロダクション人力舎で活動していた。また、在籍当時に事務所の社長から100回ライブをやるまで戻ってくるなという命で「コモレビファイターズZ」というユニットを組み、全国放浪の旅に出ていた事がある[4]。
- ADAM（あだむ、本名：稲垣 俊彦、1980年8月20日（44歳） - ）
  - ダンス・ツッコミ担当。立ち位置は右。
  - 愛知県岡崎市出身。岡崎城西高等学校卒業。
  - 特技・趣味は缶つぶし、ゲーム実況、YouTube動画編集[1]。

## 概要
FISHがウクレレ、ADAMが口上を担当する歌ネタを専門とするコンビ。2人が初めて出会ったパチンコ屋「正ちゃん尾頭橋店」で一緒にスロットをした後、意気投合してコンビを結成。「どっかんプロ」の創設に参画する。「名古屋の営業王」と呼ばれ、2013年の歌ネタ王決定戦では準決勝まで進出した。

## 賞レース戦績
- 2013年 歌ネタ王決定戦 準決勝進出

2009年、2010年　M1グランプリ　3回戦進出

## 出演

### テレビ
- あらびき団（TBSテレビ）
- バナナスクール2（東海テレビ）
- ザキとロバ（メ～テレ）
- とくダネ!（フジテレビ）
- 直撃!!ウワサの5人（フジテレビ）
- タモリ倶楽部（テレビ朝日）
- OBANCHii おばんちぃ。（三重テレビ）
- 育毛剤ショクモアTVショッピング（三重テレビ、KBS京都放送 など）
- てれび博物館 それってホント!?（東海テレビ）
- ぴーかんテレビ 元気がいいね!（東海テレビ）
- デニーロ!（東海テレビ）
- IMPACT（CBCテレビ）
- R(ロード)指定（テレビ愛知）
- トリコレ!ますだおかだ全国お取り寄せコレクション（関西テレビ）
- のりゆきのトークDE北海道（北海道文化放送）
- TIM神様の宿題（中国放送）
- ジョブジョブ（広島ホームテレビ）
- 2時間ワイドじゃんけんぽん（テレビ金沢）
- MID TV（北陸朝日放送）
- Youドキッ!たいむ（富山テレビ）
- まちバル（スターキャットチャンネル）
- サンヨーベストホームデザインフリー（スターキャットチャンネル）

### CM
- 携帯麻雀ゲーム 雀ナビ

### ラジオ
- ごごイチ 小泉エリのマジカルタイム（CBCラジオ）
- サタデーショコラ（東海ラジオ）
- Active Line（NORTH WAVE）
- infinity!-bang!（MID-FM）

### FISH
- ロコモコボンゴ！FISH (@locomocofish) - X（旧Twitter）
- 公式ブログ「ロコモコボンゴ!フィッシュのウクレレバカ一代」

### ADAM
- ロコモコボンゴ！アダム (@LocomocoAdam) - X（旧Twitter）
- ロコモコボンゴ！アダム (@locomocoadam) - Instagram
- アダムちゃんねる - YouTubeチャンネル